# Castro Marim
Castro Marim ('kaʃtɾu mɐ'ɾĩ) è un comune portoghese di 6 747 abitanti situato nel distretto di Faro.

## Storia
Fu riconquistata ai mori nel 1242 dal condottiero Paio Peres Correia. In seguito, nel 1277 il re Alfonso III del Portogallo gli concesse lo statuto e i privilegi municipali, privilegi confermati ed ampliati da suo figlio, Dionigi, nel 1282.

La crescente importanza di questo centro, soprattutto grazie ai commerci con il Regno dell'Algarve e con la vicina Andalusia, fu riconosciuta nel 1319 quando, con la bolla di Papa Giovanni XXII, Castro Marim fu proclamata prima sede dell'Ordine di Cristo, che in Portogallo sostituì il soppresso Ordine dei Templari.

Il nucleo abitato originario, compreso nelle mura del castello situato in cima ad una collina, si sviluppò ulteriormente fino al 1356, quando l'Ordine trasferì la sua sede a Tomar.

Questo trasferimento marcò una progressiva perdita di importanza di Castro Marim, che si spopolò notevolmente.
All'inizio del XV secolo l'intero Algarve fu investito da notevoli cambiamenti, dovuti anche al fatto che Enrico il Navigatore individuò questo territorio quale base privilegiata per la grande epoca dei viaggi e delle scoperte portoghesi.
Castro Marim, in particolare, data la sua vicinanza alle coste del Marocco, ebbe un ruolo fondamentale nella lotta contro i pirati musulmani, diventando la principale roccaforte militare dell'Algarve, anche grazie al restauro del castello ordinato da Manuele I nel 1509.

Fu un nuovo periodo di sviluppo per la città, che nei secoli XVI e XVII si affermò come importante porto per la pesca ed il commercio.

Durante la Guerra di Restaurazione portoghese il castello fu nuovamente restaurato ed ampliato per ordine di Giovanni IV.
Il terremoto del 1º novembre 1755 provocò però numerosissimi danni all'intera città, tanto che le case site all'interno della cinta medievale furono di fatto abbandonate.

La città si sviluppò quindi all'esterno delle mura del castello, senza però riuscire più a recuperare l'importanza avuta in passato, anche per la concorrenza della vicina Vila Real de Santo António, che si sostituì a Castro Marim come punto d'approdo dei traffici commerciali per quella parte dell'Algarve.

## Società

### Evoluzione demografica
| 1801 | 1849 | 1900 | 1930 | 1960 | 1981 | 1991 | 2001 | 2004 |
| 5020 | 4874 | 8308 | 9402 | 9992 | 7297 | 6803 | 6593 | 6495 |

## Freguesias
- Altura
- Azinhal
- Castro Marim
- Odeleite